# Cleora falculata
Cleora falculata là một loài bướm đêm trong họ Geometridae.